# Szandra Pergel
Szandra Pergel (Boedapest, 24 december 1988) is een Hongaars professioneel tafeltennisster. Ze speelt linkshandig, met de shakehandgreep.
Ze nam namens haar land deel aan de Olympische Zomerspelen 2020 maar won geen medaille.

## Belangrijkste resultaten
- Goud met het team op de Europese kampioenschappen 2007.
- Brons met het team op de Europese kampioenschappen 2011.
- Brons met het team op de Europese kampioenschappen 2019.
- Brons in het vrouwen dubbelspel op de Europese kampioenschappen 2016 met Dóra Madarász.